# MeLA
La MeLA (acronimo di Metropolitana Leggera Automatica) è un sistema ettometrico della città di Milano del tipo people mover che realizza un collegamento navetta tra la stazione di Cascina Gobba della linea M2 della metropolitana e l'ospedale San Raffaele. È stato inaugurato lunedì 12 luglio 1999 e dalla stessa data è in funzione.
La tecnologia è della società Poma Italia, oggi Agudio. Il servizio è gestito dall'ATM, società concessionaria del trasporto pubblico nel capoluogo lombardo.

## Caratteristiche tecniche
È costituito da una sola via esercitata a spola, in quanto vi è un unico convoglio che percorre il tracciato tra le stazioni di Cascina Gobba e San Raffaele alternativamente nelle due direzioni. I convogli possono essere costituiti da un numero di vetture variabile da 1 a 3, ciascuna delle quali dotata di:
- una porta automatica per la salita e la discesa
- una porta di servizio
- un citofono di emergenza collegato con la sala operativa remota di Cascina Gobba
- due batterie per l'alimentazione dei servizi a bordo
- 40 posti di cui 12 a sedere
- una postazione attrezzata per i disabili in sedia a rotelle
- 2 impianti di ventilazione e riscaldamento indipendenti.

La stazione di Cascina Gobba si trova in superficie, è collegata nel piano superiore con il binario 1 dell'omonima stazione della linea M2 tramite un sovrappasso dotato di un percorso dedicato alle persone con disabilità visive ed ospita al piano superiore gli organi di trazione e l'officina di manutenzione, mentre al piano inferiore si trova il centro di controllo gestito da ATM.
La stazione presso il San Raffaele è invece interrata ed è collocata all'interno del complesso ospedaliero, nel "Centro Servizi", ed ospita gli organi per il corretto mantenimento della tensione della fune e il centro di supervisione automatica per il controllo della trazione.
I convogli non hanno personale a bordo e lo svolgimento del servizio è interamente controllato a distanza. L'impianto si sviluppa su una sede sopraelevata ed è lungo complessivamente 682 metri; la velocità massima dei convogli è pari a 35 km/h.
I veicoli sono dotati di ruote gommate con asse orizzontale e verticale, rispettivamente portanti e di guida, le quali insistono su piastre lisce.

## Servizio offerto
Per utilizzare il collegamento è necessario uno speciale biglietto dedicato, che costa 1,30 €, consente di effettuare l'andata e il ritorno nell'arco di 24 ore, con al massimo una corsa in ogni direzione, e non è valido su nessun altro servizio di trasporto pubblico. Tutti gli altri titoli di viaggio ATM e i titoli integrati regionali non sono validi. Il biglietto è acquistabile presso alcune rivendite oppure presso le emettitrici situate nelle due stazioni della metropolitana automatica. Non è possibile portare a bordo biciclette.
Nei giorni dal lunedì al sabato la prima corsa della metropolitana leggera parte da Cascina Gobba alle 6:40 e l'ultima corsa parte dal San Raffaele alle 20:00, mentre nelle giornate festive la prima partenza da Cascina Gobba è alle 13:00 e l'ultima dal San Raffaele è alle 20:00. La stazione di Cascina Gobba M2 e l'ospedale San Raffaele sono collegati anche dalla linea di autobus 925, a tariffa urbana ordinaria, che effettua servizio sempre dalle 06:00 alle 01:00 del giorno successivo.

## Galleria d'immagini

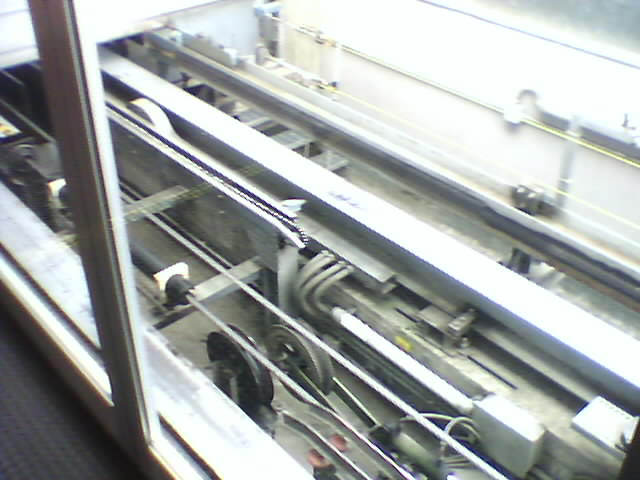
Funi di trazione poste sotto le guide
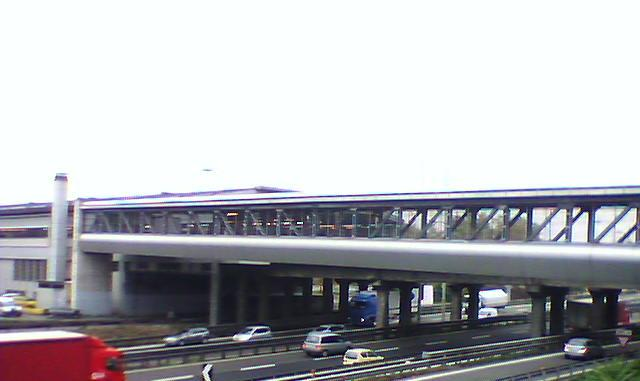
Collegamento pedonale tra la stazione della linea M2 e il metrò San Raffaele
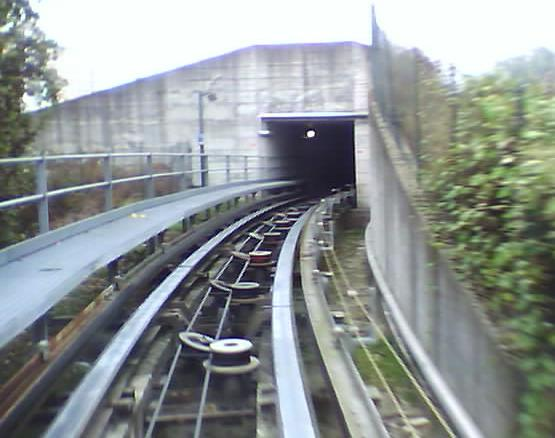
Ingresso nella stazione interrata presso l'ospedale San Raffaele
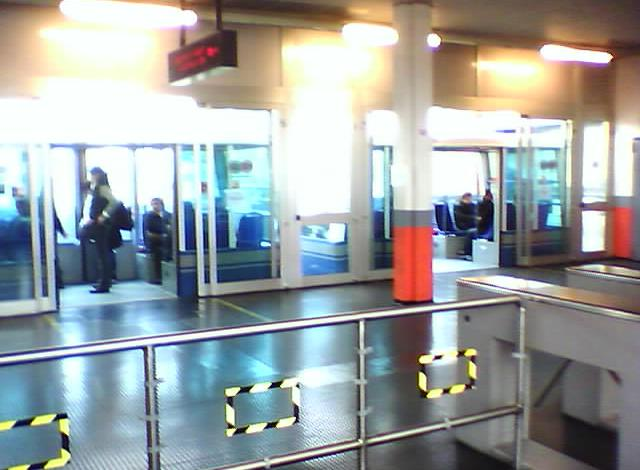
Varchi d'ingresso presso le stazioni: per entrare è obbligatorio possedere l'apposito biglietto